# Liste der Einträge im National Register of Historic Places im Okanogan County
Diese Liste der Einträge im National Register of Historic Places im Okanogan County enthält alle im Okanogan County, Washington in das National Register of Historic Places eingetragenen Gebäude, Bauwerke, Objekte, Stätten oder historischen Distrikte.
Diese Liste entspricht dem Bearbeitungsstand des National Park Service/National Register of Historic Places vom 16. August 2024.

## Legende
| NRHP | Historic Place |

## Aktuelle Einträge
| [ 2 ] | Name                                       | Bild                                       | Eintragsdatum                  | Lage                                                                                             | Ort          | Beschreibung |
| ----- | ------------------------------------------ | ------------------------------------------ | ------------------------------ | ------------------------------------------------------------------------------------------------ | ------------ | ------------ |
| 1     | Bonaparte Mountain Cabin                   |                                            | 20. Apr. 1981 ID-Nr. 81000588  | östlich von Tonasket im Okanogan National Forest 48° 47′ 6″ N, 119° 7′ 17″ W                     | Tonasket     |              |
| 2     | Chief Joseph Memorial                      | Chief Joseph Memorial                      | 15. Mai 1974 ID-Nr. 74001970   | in der Nähe der Straßenkreuzung der WA 10A und der Cache Creek Rd. 48° 10′ 8″ N, 118° 58′ 34″ W  | Nespelem     |              |
| 3     | Columbia River Bridge at Bridgeport        | weitere Bilder                             | 31. Mai 1995 ID-Nr. 95000632   | WA 17 über den Columbia River 48° 0′ 4″ N, 119° 39′ 13″ W                                        | Bridgeport   |              |
| 4     | Early Winters Ranger Station Work Center   | Early Winters Ranger Station Work Center   | 11. Apr. 1986 ID-Nr. 86000841  | Okanogan National Forest 48° 35′ 41″ N, 120° 25′ 48″ W                                           | Winthrop     |              |
| 5     | Enloe Dam and Powerplant                   | weitere Bilder                             | 18. Okt. 1978 ID-Nr. 78002764  | westlich von Oroville 48° 57′ 57″ N, 119° 30′ 3″ W                                               | Oroville     |              |
| 6     | Sites of Fort Okanogan                     | weitere Bilder                             | 4. Juni 1973 ID-Nr. 73001883   | nördlich von Bridgeport und zwischen dem Columbia und Okanogan River 48° 5′ 59″ N, 119° 43′ 6″ W | Bridgeport   |              |
| 7     | Fort Okanogan Interpretive Center          | weitere Bilder                             | 17. Aug. 2018 ID-Nr. 100002814 | 14379, United States Route 17 48° 5′ 52,8″ N, 119° 40′ 42,2″ W                                   | Brewster     |              |
| 8     | Grand Coulee Bridge                        | weitere Bilder                             | 16. Juli 1982 ID-Nr. 82004267  | über den Columbia River 47° 57′ 56″ N, 118° 58′ 53″ W                                            | Grand Coulee |              |
| 9     | Lost Lake Guard Station                    | weitere Bilder                             | 11. Apr. 1986 ID-Nr. 86000814  | Okanogan National Forest 48° 50′ 42″ N, 119° 2′ 54″ W                                            | Tonasket     |              |
| 10    | Okanogan County Courthouse                 | weitere Bilder                             | 29. Juni 1995 ID-Nr. 95000805  | 149 N. Third Ave. 48° 21′ 55″ N, 119° 34′ 49″ W                                                  | Okanogan     |              |
| 11    | Okanogan Project: Conconully Reservoir Dam | Okanogan Project: Conconully Reservoir Dam | 6. Sep. 1974 ID-Nr. 74001969   | südlich von Conconully 48° 32′ 16″ N, 119° 44′ 53″ W                                             | Conconully   |              |
| 12    | Parson Smith Tree                          | Parson Smith Tree                          | 16. März 1972 ID-Nr. 72001279  | 24 W Chewuch Rd 48° 28′ 44,1″ N, 120° 11′ 21,7″ W                                                | Winthrop     |              |
| 13    | Saint Mary’s Mission                       |                                            | 20. Dez. 2018 ID-Nr. 100002609 | Adresse nicht veröffentlicht                                                                     | Omak         |              |
| 14    | Hiram F. Smith Orchard                     |                                            | 12. Nov. 1975 ID-Nr. 75001863  | nördlich von Oroville am Osoyoos Lake 48° 58′ 0″ N, 119° 25′ 42″ W                               | Oroville     |              |
| 15    | U.S. Post Office – Okanogan Main           | weitere Bilder                             | 30. Mai 1991 ID-Nr. 91000650   | 212 Second Ave. N. 48° 21′ 53″ N, 119° 34′ 41″ W                                                 | Okanogan     |              |
| 16    | U.S. Post Office – Omak Main               | U.S. Post Office – Omak Main               | 30. Mai 1991 ID-Nr. 91000651   | 104 S. Main St. 48° 24′ 34″ N, 119° 31′ 40″ W                                                    | Omak         |              |
| 17    | Guy Waring Cabin                           | weitere Bilder                             | 19. März 1982 ID-Nr. 82004268  | 285 Castle Ave. 48° 28′ 36″ N, 120° 10′ 50″ W                                                    | Winthrop     |              |